# 安东尼·古贝
安东尼·雷·古贝（英語：Anthony Ray Gubbay，1932年4月26日—），是津巴布韦最高法院的首席大法官，后被罗伯特·穆加贝强迫勒令提前退休下台。